# Мачехонська
Мачехо́нська (рос. Мачехонская) — присілок у складі Даровського району Кіровської області, Росія. Входить до складу Лузянського сільського поселення.
Населення становить 36 осіб (2010, 51 у 2002).
Національний склад станом на 2002 рік — росіяни 100 %.